# Paweł Orzeł
Paweł Orzeł (ur. 13 grudnia 1985 w Madrycie) – pisarz, redaktor, tłumacz (z języka hiszpańskiego), z wykształcenia historyk sztuki.

## Życiorys
Od 1992 r. mieszka w Warszawie. W 2010 r. ukończył studia w Instytucie Historii Sztuki na Uniwersytecie Warszawskim; wykładał w Instytucie Historii Sztuki UW, równocześnie przygotowywał w Instytucie Sztuki PAN pracę doktorską pod kierunkiem prof. Wiesława Juszczaka.
Publikował m.in. w „Twórczości”, „Wizjach”, „Małym Formacie”, „Kontekstach”, „eleWatorze”, „Migotaniach”, „Helikopterze”, „Tekstualiach”, „Dwutygodniku”, „Afroncie”.
Od początku istnienia współpracował z kwartalnikiem eleWator – do końca 2013 r. jako redaktor działu filmowego, od stycznia 2014 r. jako zastępca redaktora naczelnego i redaktor działu filmowego, od kwietnia 2014 r. jako redaktor działu filmowego i redaktor naczelny, od października 2015 r. do czerwca 2017 r. jako redaktor naczelny.
Od września 2017 r. jest redaktorem prowadzącym w Państwowym Instytucie Wydawniczym, gdzie współtworzy m.in. serię Polskiej Prozy Współczesnej, Prozy Dalekiego Wschodu, Małą Serię Przekładów Poetyckich. Prowadzi też serię dzieł wybranych Pawła Hertza.
Zajmując się spuścizną Henryka Berezy opracował Alfabetyczność. Teksty o literaturze i życiu, zbiór tekstów poetyckich Sprawa wyboru oraz (pracując na podstawie rękopisów) Wypiski ostatnie.
Od maja 2025 r. jest redaktorem prozy w „Twórczości”.

## Twórczość
- Defenestracja (My Book 2005)
- Nic a nic (FORMA 2009)[28][29]
- Cudzesłowa (FORMA 2010)[30]
- Ostatnie myśli (sen nie przyjdzie) (FORMA 2011)
- Arkusz [^pi^gmalion] (FORMA 2014)[31][32]
- Nadgody (Papierowy motyl 2017)[33]
- teksty seksualne (Fundacja Kultury Afront 2020)[34]
- Przedświty (PIW 2021)[35][36]
- teksty funeralne (Fundacja Kultury Afront 2022)
- MBTPPPW (Pablo EDRO - Casa de Formas 2025)

## Przekłady
- Francisco Javier Navarro Prieto, Piękny świat (PIW 2022)[37]
- Rosa Berbel, Dziewczynki zawsze mówią prawdę / Las niñas siempre dicen la verdad (Fundacja Duży Format 2023)
- Rosa Berbel, Planety fantomowe (PIW 2024)[38]
- Chantal Maillard, Zabić Platona (LOKATOR 2024)[39]